# Дем'янська операція (1943)

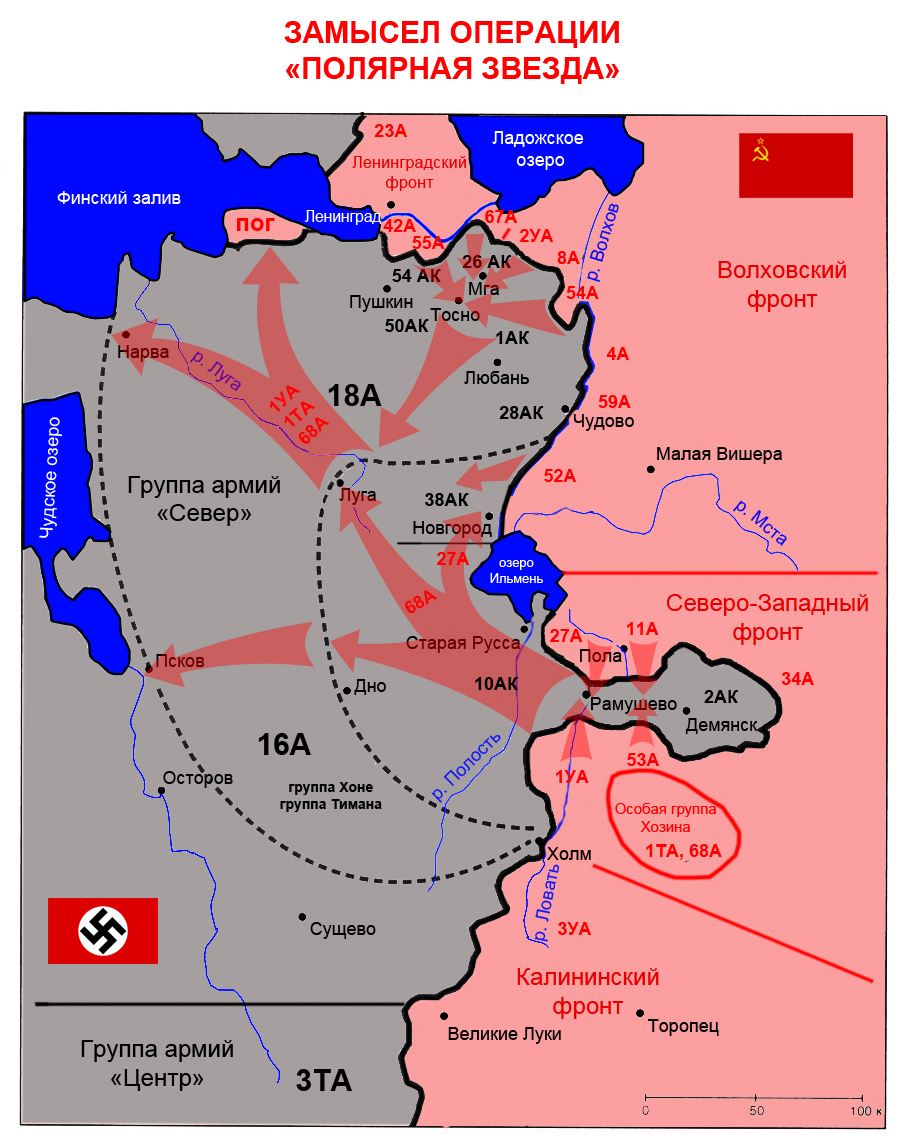
Карта операції «Полярна Зірка», на фоні якої проводилася Третя Дем'янська операція

Дем'янська операція (1943) або Третя Дем'янська операція — наступальна операція радянських військ Північно-Західного фронту та особливої групи генерала Хозіна, яка була основною частиною стратегічного задуму операції «Полярна Зірка» і була скоординована з діями Ленінградського і Волховського фронтів, проведена з 15 по 28 лютого 1943 року з метою ліквідації Дем'янського плацдарму противника. Наприкінці січня 1943 року Ставка ВГК поставила Північно-Західному фронту (27-ма, 11-та, 34-та, 53-тя, 1-ша ударна армії, 6-та повітряна армія, Маршал Радянського Союзу С. К. Тимошенко) задачу ударами з півночі і півдня перерізати, так званий рамушевський коридор, розгромити війська німецької 16-ї А (15 дивізій), що обороняли Дем'янський плацдарм, і надалі наступати на Псков, Нарву.
15 лютого 1943 року 11-та і 53-тя армії Північно-Західного фронту перейшли в наступ. Решта армії до того часу не були готові до проведення операції. 19 лютого німецьке командування розпочало планомірне виведення військ з Дем'янського виступу і одночасно вжило заходів щодо посилення оборони рамушевського коридору. Війська головного угруповання фронту — 27-ма і 1-ша ударна армії почали наступ із запізненням. Противник встиг посилити оборону рамушевського коридору. До кінця 28 лютого йому вдалося вивести з Дем'янського плацдарму свої війська й уникнути повного їх знищення.
У Дем'янській операції радянські війська скували значні сили противника, позбавили його можливості посилювати свої угруповання на південному крилі німецько-радянського фронту за рахунок групи армій «Північ». Ліквідація Дем'янського плацдарму практично зняла загрозу наступу противника на московському напрямку і створила передумови для розгортання наступальної операції на псковському напрямку.